# بابافرجی
بابافرجی، روستایی از توابع بخش زاوین شهرستان کلات در استان خراسان رضوی ایران است.

## جمعیت
این روستا در دهستان زاوین قرار دارد و براساس سرشماری مرکز آمار ایران در سال ۱۳۸۵، جمعیت آن 166نفر (۵1خانوار) بوده‌است.